# Tagolsheim
Tagolsheim é uma comuna francesa na região administrativa de Grande Leste, no departamento Alto Reno. Estende-se por uma área de 3,18 km². Em 2010 a comuna tinha 952 habitantes (densidade: 299,4 hab./km²).